# Ruby Barnhill
Ruby Ann Barnhill (Knutsford, 16 luglio 2004) è un'attrice britannica, Ha interpretato il ruolo principale di Sophie nel film di Steven Spielberg del 2016, Il GGG - Il grande gigante gentile (The BFG). Successivamente ha fornito la voce di Mary nel doppiaggio inglese del film di Studio Ponoc, Mary e il fiore della strega.

## Filmografia

### Cinema
- Il GGG - Il grande gigante gentile (the BFG), regia di Steven Spielberg (2016)

### Televisione
- 4 O'Clock Club (2015)

## Doppiaggio
- Mary e il fiore della strega (Meari to Majo no Hana), regia di Hiromasa Yonebayashi (2017) - Mary